# Tenet (Band)
Tenet war eine Thrash-Metal-Band, die als Nebenprojekt von Jed Simon (von Strapping Young Lad) gegründet wurde.

## Geschichte
Tenet wurde ursprünglich im Sommer 1996 gegründet. Zusammen mit Steve Wheeler (zu der Zeit Schlagzeuger bei Zimmers Hole) begannen sie, ihre Ideen als Demo-Tapes aufzunehmen, aber alle spielten weiterhin in ihren eigentlichen Bands. Tenet war anfangs nur ein Nebenprojekt und abgesehen von einigen lockeren Jamsessions machte die Band kaum etwas. Als Jed 1997 den Gitarristen Glen Alvelais (ehemals bei Forbidden) traf, als Strapping Young Lad zusammen mit Testament tourten, fragte Jed ihn, ob er nicht auch bei Tenet mit einsteigen wollte, worauf Glen seine Teilnahme zusagte. 
Nachdem ein Vertrag mit Century Media ausgearbeitet war, begann Jed, an „Sovereign“ zu arbeiten, zusammen mit dem Bassisten Byron Stroud (spielte bei Fear Factory, Strapping Young Lad und Zimmers Hole), sowie dem Schlagzeuger Adrian Erlandsson (spielte u. a. bei At the Gates, The Haunted, Cradle of Filth, Paradise Lost), dieser konnte aufgrund zu großer räumlicher Entfernung zu den anderen und weiterer Schwierigkeiten jedoch nicht genügend Zeit in das Projekt und das Album investieren. Deshalb wandte sich Jed erneut an Gene Hoglan, um ihn für das Album als Schlagzeuger zu gewinnen. Doch der Band fehlte noch immer ein Sänger, der schließlich nach einigen Probeaufnahmen in Steve „Zetro“ Souza (von Exodus) gefunden wurde. Dieser erwies sich als der perfekte Sänger für das Album, da er der Band sofort das „klassische“ Metal-Feeling gab, nach dem Jed gesucht hatte. 
Jed flog zweimal schnell in die Bay Area, um die Gesangsaufnahmen mit Zetro zu managen und später um das Album zusammen mit Vincent Wojno zu mixen. Schließlich übernahm Andy Sneap das Mastering von Sovereign und die Gestaltung des Covers wurde von Travis Smith übernommen. 
Das Album Sovereign wurde schließlich nach vielen Jahren voll Rückschlägen und diversen Verzögerungen am 20. Juli 2009 in Europa und am 11. August 2009 in den USA über Century Media veröffentlicht. Das Album erhielt viel positive Kritik. Baz Anderson lobte für Metalstorm.net, dass Tenet auf diesem Album alles Überflüssige wegließen und kompromisslos zur Sache gingen. Die Musik wurde als Mischung von Strapping Young Lad und Exodus bezeichnet und in genretypischer Wortwahl gelobt „… wie großartig es sich anfühlt, wenn eine Bombe wie diese in deinem Gesicht explodiert.“.
Jed löste die Band nach dem Album wieder auf, da die Terminkalender der Teilnehmer und deren Engagements in vielen anderen Bands keine weitere gemeinsame Arbeit oder Touren möglich machte.

## Diskografie
- 2009: Sovereign (Century Media)